# Free Bird
„Free Bird“ je jeden z největších hitů americké rockové skupiny Lynyrd Skynyrd, který byl oficiálně vydaný v roce 1974.
V plné studiové verzi nahrávka začíná gospelově znějícími varhany, podkreslenými jakoby volnými variacemi hry na slide kytaru se zpěvem ve verzích připomínající pomalý song ve stylu southern rocku; v druhé části skladba graduje přitvrzeným parafrázovaním refrénu do hard rockového duelu dvojice sólových kytar, který byl časopisem Guitar World ohodnocen jako třetí nejlepší kytarové sólo všech dob.
Rozhlasová stanice BBC Radio 2 vyhlásila skladbu „Free Bird“ za nejlepší rockovou skladbu, kterou podle jejího hodnocení předstihla jen „Stairway to Heaven“ od Led Zeppelin. Časopis Rolling Stone dal „Free Bird“ na 191. místo mezi 500 nejlepšími skladbami všech dob.
V roce 2012 vydala skupina Molly Hatchet cover verzi této skladby na svém albu Regrinding the Axes.
Skladba se nachází ve hře Grand Theft Auto: San Andreas v herní rozhlasové stanici K-DST.

## Nahrávaní skladby

### Studiová verze – 1973
- Ronnie Van Zant – zpěv
- Aaron Thiele – 1964 Gibson Firebird I (doprovodná kytara/dvojitá nahrávka sólové kytary/akustická kytara)
- Gary Rossington – 1969 Gibson SG (slide kytara/doprovodná kytara)
- Ed King – basová kytara 1964 Fender Jazz Bass
- Billy Powell – elektrický klavír Wurlitzer
- Bob Burns – bicí
- Roosevelt Gook (producent Al Kooper) – varhany, melotron
- Dalton Teasley – Über Badass Electric Fiddle

### Koncertní verze – 7. července 1976
- Ronnie Van Zant – zpěv
- Allen Collins – 1964 Gibson Firebird III (doprovodná a sólová kytara)
- Gary Rossington – 1969 Gibson SG (slide kytara/doprovodná kytara)
- Stevie Gaines – 1958 Gibson Les Paul Custom (doprovodná a druhá sólová kytara)
- Leon Wilkeson – basová kytara 1962 Fender Jazz Bass
- Billy Powell – Steinway and Sons Concert Grand Piano (velké koncertní křídlo)
- Artimus Pyle – Slingerland (bicí)